# Jayro Bustamante
Jayro Bustamante (Città del Guatemala, 1977) è un regista, sceneggiatore e produttore cinematografico guatemalteco.

## Biografia
Figlio di un medico, ha vissuto sugli altipiani del Guatemala fino all'età di 14 anni. Bustamante ha studiato all'Università di San Carlos de Guatemala a Città del Guatemala. Ha poi lavorato per l'agenzia internazionale Ogilvy come regista di spot pubblicitari. Successivamente Bustamante ha studiato regia al Conservatorio Libre du Cinéma Français di Parigi e sceneggiatura al Centro sperimentale di cinematografia di Roma.
Nel 2009, assieme a Marina Peralta, ha fondato la casa di produzione La Casa de Producción a Panajachel, che finora ha prodotto la maggior parte dei suoi film. 
Bustamante ha presentato il concorso al Festival di Berlino 2015 il suo primo lungometraggio Vulcano. È stato il primo regista guatemalteco ad essere invitato alla Berlinale. Il film ha vinto il Premio Alfred Bauer oltre ad altri numerosi riconoscimenti internazionali. Nel 2019 dirige due film; Temblores presentato al Festival di Berlino 2019 e La llorona proiettato nella sezione Giornate degli Autori alla 76ª Mostra internazionale d'arte cinematografica di Venezia.

## Filmografia
- Tout est question de fringues (2006) - cortometraggio
- Cuando sea grande (2012) - cortometraggio
- Vulcano (Ixcanul) (2015)
- Temblores (2019)
- La llorona (2019)